# Лужки (городской округ город Тамбов)
Лужки — деревня в Тамбовской области России. Входит в городской округ город Тамбов. 

## География
Расположена в 4 километрах к западу от села Бокино. 

## История
Деревня упоминается в епархиальных сведениях 1911 года.
В ней числилось 87 крестьянских дворов с населением: мужского пола — 243, женского пола — 251 человек. В конце 1911 года в ней было открыто и построено однокомплектное училище.
До 2022 года деревня входила в Бокинский сельсовет Тамбовского района.

## Население
| 2002 | 2010 |
| ---- | ---- |
| 269  | ↘264 |

В 2002 году население деревни составляло 269 человек.
Национальный состав
Согласно результатам переписи 2002 года, в национальной структуре населения русские составляли 91 % от жителей.

## Улицы
В деревне две улицы: Центральная и Школьная. 